# Danker Jan Oreel

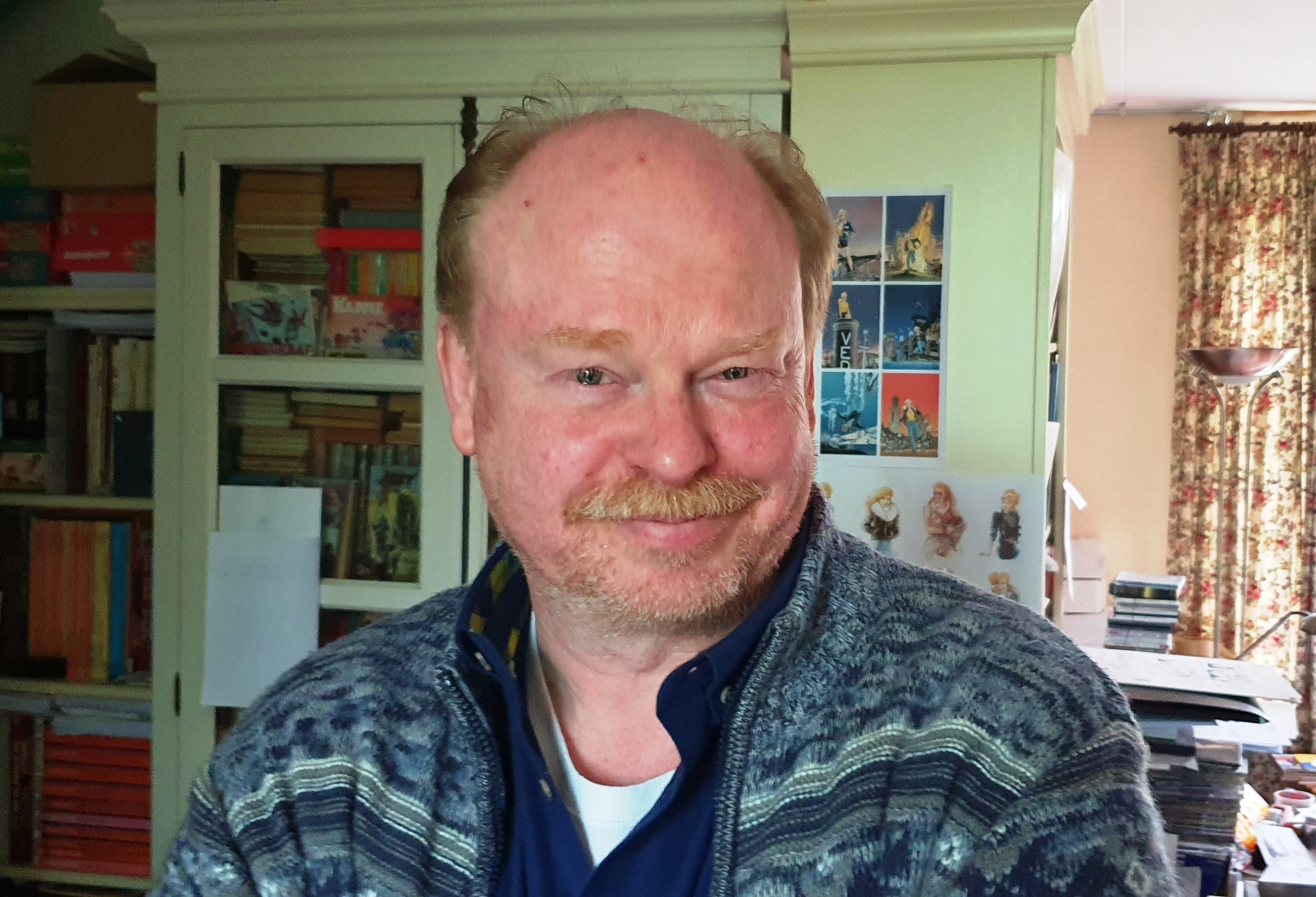
Danker Jan Oreel (2023)

Danker Jan Oreel (* 17. April 1962 in Breda) ist ein niederländischer Comiczeichner und Illustrator.
Er studierte an der Akademie voor Kunst en Vormgeving St. Joost. Seit dem Jahr 1990 ist er freischaffender Künstler.
Henk Kuijpers schrieb das Skript für De koffers van Raz Fadraz, hier ist Hel van Helder die weibliche Titelheldin. Die Arbeit an der Geschichte begann in den späten 1980ern, aber erst im Jahr 2010 veröffentlichte das Magazin Eppo die Geschichte. In Deutschland erschien der Band 2017 bei BD Must unter dem Titel Helena, Die Koffer des Raz Fadraz. Die Fortsetzung De Sibylle-codex schrieb Frank Jonker und erschien in Deutschland ein Jahr später. Der dritte Band der Serie De avonturen van Hel mit dem Titel Het verloren goud van Troje erschien im Juni 2025 in den Niederlanden, ebenfalls geschrieben von Frank Jonker.
Die in einem Comic mit dem Titel Zeeland, van Nehalennia tot Westerscheldetunnel von dem Historiker Jan Zwemer erzählte Geschichte von Zeeland hat er 2010 illustriert. In Deutsch erschien der Comic unter dem Titel Zeeland von Damals bis Heute. Hier erleben Kim, ihr Bruder Timo und der Stadtarchäologe von Middelburg Bob Romeijn die wechselvolle Geschichte dieser Provinz neu.
Zusammen mit Henk Wittenberg entsteht 2012 Brabant daar brandt nog licht. Hier erleben Maarten und Eefje auf einer Reise die Geschichte von Noord-Brabant.
Mit dem Bürgermeister von Goes René Verhulst entstand 2013 der Comic De Banneling van Tobago. Hier wird die Geschichte von Lucas Pol erzählt, der in Vlissingen geborenen wurde und  auf Tobago sein Glück als Pflanzer gemacht hatte und nach Zeeland zurückkehrt. Die Geschichte basiert auf realen Personen und Ereignissen.
Die Geschichte des jüdischen Staates wird 2018 in  Tel Israel erzählt; Autor ist André Diepenbroek.
Der Legende nach entstand die Stadt Geldern im Jahr 878, als die beiden Ritter Wichard und Lupold von Pont gegen einen feuerspeienden Drachen kämpften. Sterbend schrie er noch dreimal „Gelre!“. An der Stelle, an der sie den Drachen töteten, bauten die Ritter eine Burg. Diese Geschichte wird erzählt 2019 in Ridders van Gelre - Ons verloren Hertogdom. (Autor: René Arendsen, Zeichnungen Danker Jan Oreel). Am 3. Mai 2019 übergaben René Arendsen und Bas Steman das erste Exemplar an John Berends, den Kommissar des Königs. Der Comic wurde kostenlos in den Schulen verteilt, die einst zum Herzogtum Geldern gehörten. Für die Schulen in Deutschland wurden die Comics ins Deutsche übersetzt.
Mit 74 anderen niederländischen und belgischen Comiczeichnern ist er 2020 in dem Comicbuch Striphelden versus Corona vertreten, das zur Unterstützung von Comicläden erschien.
Im April 2023 erschien das Comicalbum Japien de Joode, geschrieben von Frank Jonker und illustriert von Danker Jan Oreel. Hier wird die wahre Geschichte von dem jüdischen Kaufmann Israel Samuel Kropveld aus Amsterdam erzählt, der auf der Insel Urk sich als Händler niederließ. Er und seine Familie wurden über Westerbork in das Vernichtungslager Sobibor deportiert und dort ermordet. Das Buch erschien im Rahmen eines Schulprojekts für die Provinz Flevoland und wurde durch die Odulphus Stiftung (niederländisch Stichting Odulphus) unterstützt. Für Angehörige der Familie Kropveld liegen Stolpersteine auf Urk.
Im Juni 2023 erschien das Comicalbum Zeeland in de Tweede Wereldoorlog, geschrieben von Jan Zwemer und illustriert von Danker Jan Oreel. Die Geschichte beginnt 1939 und endet mit der Befreiung von Haamstede im Jahr 1945.